# مهمة مراقبة الأجسام القريبة من الأرض
إن مهمة مراقبة الأجسام القريبة من الأرض ( NEOSM ) ، التي كانت تُعرف سابقًا باسم كاميرا الأجسام القريبة من الأرض ( NEOCam ) هي تلسكوب فضائي يعمل باستخدام الأشعة تحت الحمراء مصمم خصيصًا لمسح النظام الشمسي بحثًا عن كويكبات خطرة .
سيتم تنفيذ مهمة مراقبة الأجسام القريبة من الأرض بواسطة مركبة الفضاء NEO Surveyor ، والتي ستقوم بالمسح إبتداءًا من نقطة لاغرانج بين الشمس والأرض L (الداخلية) ، مما يتيح لها النظر بالقرب من الشمس ورؤية الأشياء داخل مدار الأرض. ستكون البعثة خليفة لمهمة NEOWISE ؛ الباحث الرئيسي هو أيضًا الباحث الرئيسي في NEOWISE ، آمي ماينزر في جامعة أريزونا .
منذ اقتراحه لأول مرة في عام 2006 ، تنافس المفهوم مرارًا وتكرارًا للحصول على تمويل خاص من وكالة ناسا للمهام العلمية غير المتعلقة بالدفاع الكوكبي ، على الرغم من توجيه الكونجرس الأمريكي لعام 2005 لوكالة ناسا. في عام 2019 ، قرر مكتب تنسيق الدفاع الكوكبي تنفيذ هذه المهمة لأنها مسألة تتعلق بالسلامة العامة. سيقود مختبر الدفع النفاث تطوير المهمة.

## التاريخ
في عام 2005 ، كلف الكونجرس الأمريكي وكالة ناسا بتحقيق مستويات محددة من اكتمال البحث، حيث وبحلول عام 2020 سيتم اكتشاف وفهرسة وتمييز الكويكبات الخطرة الأكبر من 140 متر (460 قدم) (قانون 2005 ، HR 1022 ؛ 109) ،  لكنه لم يتم تخصيص أموالًا محددة لهذا الجهد والعمل. حيث لم تعطِ ناسا الأولوية لهذا التفويض، ووجهت مشروع NEOCam للتنافس على الأموال ضد البعثات العلمية غير المرتبطة بالدفاع الكوكبي أو التخطيط للتخفيف من الكوارث.
تم تقديم المقترحات الخاصة بـ NEOCam إلى برنامج اكتشاف NASA في 2006 و 2010 و 2015 و 2016 و 2017 ، ولكن لم يتم اختيارها مطلقًا للإطلاق. ومع ذلك، تلقى مفهوم المهمة تمويلًا لتطوير التكنولوجيا في عام 2010 لتصميم واختبار أجهزة كشف جديدة تعمل بالأشعة تحت الحمراء مُحسَّنة للكشف عن الكويكبات والمذنبات وتحديد حجمها. تلقى المشروع تمويلًا إضافيًا لمزيد من التطوير التكنولوجي في سبتمبر 2015 ( 3 million دولار أمريكي) ،  وفي يناير 2017.
بعد دعوات لتمويل المهمة بالكامل خارج قسم علوم الكواكب التابع لناسا أو مباشرة من الكونغرس نفسه،  أُعلن في 23 سبتمبر 2019 أنه بدلاً من التنافس على التمويل، سيتم تنفيذ NEOCam تحت اسم (NEO Surveillance Mission) من مكتب تنسيق الدفاع الكوكبي التابع لناسا، ضمن قسم علوم الكواكب. تم اقتراح أن الخطأ الوشيك للكويكب 2019 OK ، الذي تجاوز طرق الكشف الموجودة في يوليو 2019 ، ساعد في دفع هذا القرار.
لأغراض التمويل والإدارة، تعتبر مهمة مراقبة الأجسام القريبة من الأرض مشروعًا جديدًا رسميًا، لكنها نفس التلسكوب الفضائي، ونفس الفريق، وأهداف المهمة لم تتغير رغم ذلك.

## الأهداف
الهدف الرئيسي للمهمة هو اكتشاف وتمييز مدار معظم الكويكبات التي يحتمل أن تكون خطرة أكبر من 140 متر (460 قدم) على مدار مهمتها. سيكون مجال رؤيتها كبيرًا بما يكفي للسماح للمهمة باكتشاف عشرات الآلاف من الأجسام القريبة من الأرض بأحجام صغيرة تصل إلى 30 م (98 قدم) في القطر. تشمل الأهداف العلمية الثانوية اكتشاف وتوصيف ما يقرب من مليون كويكب في حزام الكويكبات وآلاف المذنبات ، بالإضافة إلى تحديد أهداف الأجسام القريبة من الأرض المحتملة للاستكشاف البشري والروبوتي.
في مختبر الدفع النفاث و(JPL) قيادة عملية التنمية البعثة. تقدر التكلفة الإجمالية للبعثة ما بين 500 مليون دولار و 600 مليون دولار.

## مركبة فضائية
لن تزيد كتلة المركبة الفضائية NEO Surveyor عن 1,300 كـغ (2,900 رطل) ، مما يسمح له بالانطلاق على مركبة مثل Atlas 5 أو Falcon 9 إلى نقطة لاغرانج من الشمس والأرض L . يجب أن تصل المهمة إلى هدف الكونجرس بنسبة 90٪ في غضون 10 سنوات، مع عمر المهمة المتوقع 12 عامًا 

## تلسكوب
من الصعب للغاية رؤية الكويكبات الصغيرة في الفضاء الخارجي المظلم باستخدام التلسكوب البصري، لكن التلسكوب الذي يعمل بأطوال موجية تحت الحمراء حساس للغاية بالنسبة للكويكبات التي قامت الشمس بتدفئة أسطحها.
ستستخدم بعثة مراقبة الأجسام القريبة من الأرض مقياسًا 50 سنتيمتر (20 بوصة) تلسكوب يعمل بالأشعة تحت الحمراء يعمل بكاميرات واسعة المجال في قناتين حراريتين بطول موجة الأشعة تحت الحمراء لمدى إجمالي طول الموجة بين 4 µ م و 10 µ م. مجال الرؤية 11.56 درجة مربعة. وسوف تستخدم نسخة معدلة من جهاز HgCdTe للتصوير الفلكي واسع النطاق بالأشعة تحت الحمراء (HAWAII) للكشف عن الزئبق والكادميوم والتيلورايد الذي طورته Teledyne Imaging Sensors. تم اختبار النموذج الأولي للكاشف بنجاح في أبريل 2013. مجموعة الكاشف هي 2048 × 2048 بكسل وسينتج 82 جيجابت من البيانات يوميًا. للحصول على أداء جيد بالأشعة تحت الحمراء بدون استخدام مبرد سائل مبرد، سيتم تبريد الكاشف بشكل سلبي إلى 30 ك (−243 °م؛ −406 °ف) باستخدام تقنيات مثبتة بواسطة تلسكوب سبيتزر الفضائي .

## عمليات
والمركبة الفضائية NEO مساح يعمل في المدار هالة حول الشمس والأرض L1 النقطة، واستخدام مظلة . سيسمح هذا المدار بسرعات عالية للوصلة الهابطة للبيانات إلى الأرض، مما يسمح بتنزيل صور كاملة الإطار من التلسكوب.

## الصور

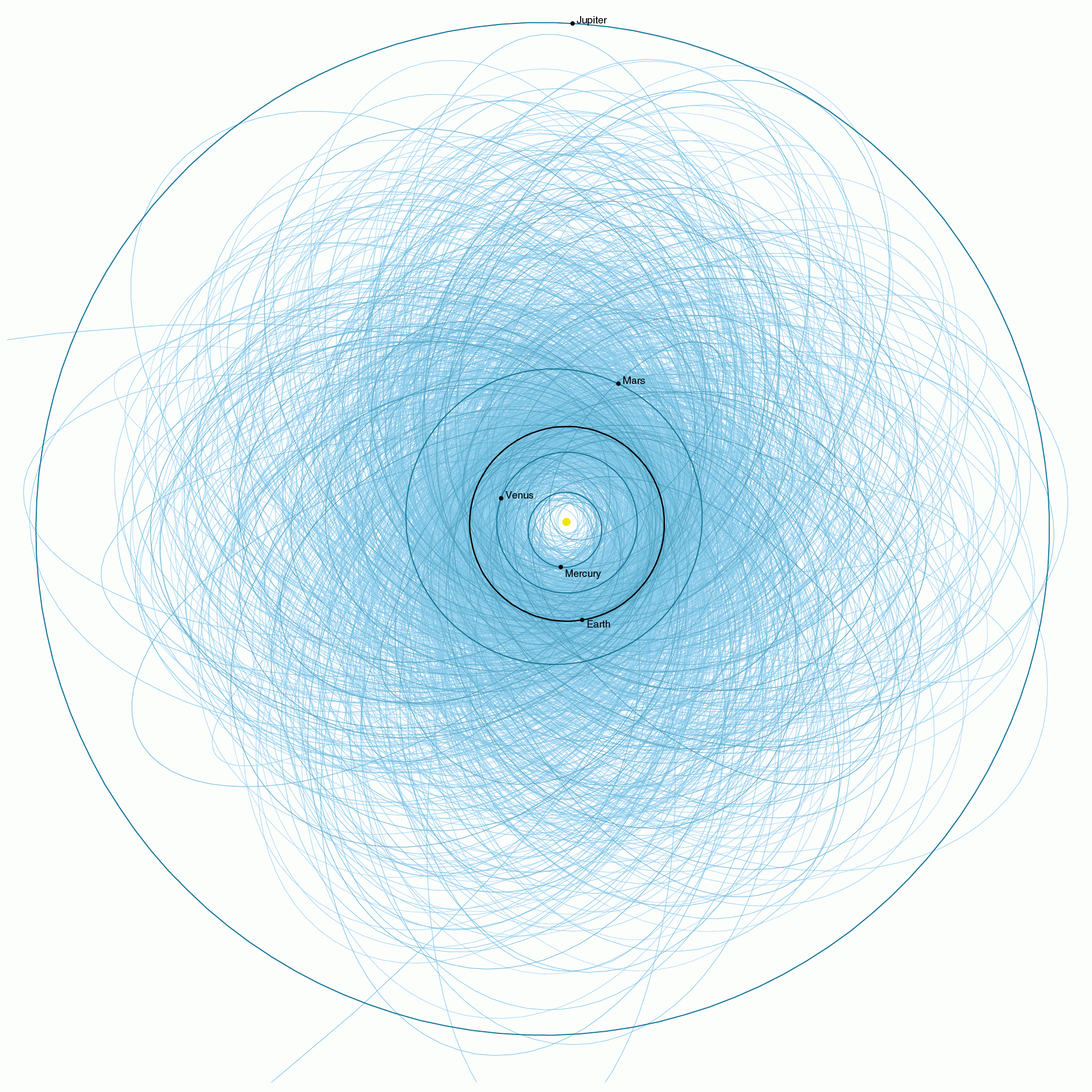
قطعة من مدارات الكويكبات التي يُحتمل أن تكون خطرة (بحجم يزيد عن 460 ft ويمر في حدود من مدار الأرض) اعتبارًا من أوائل عام 2013 (صورة بديلة).

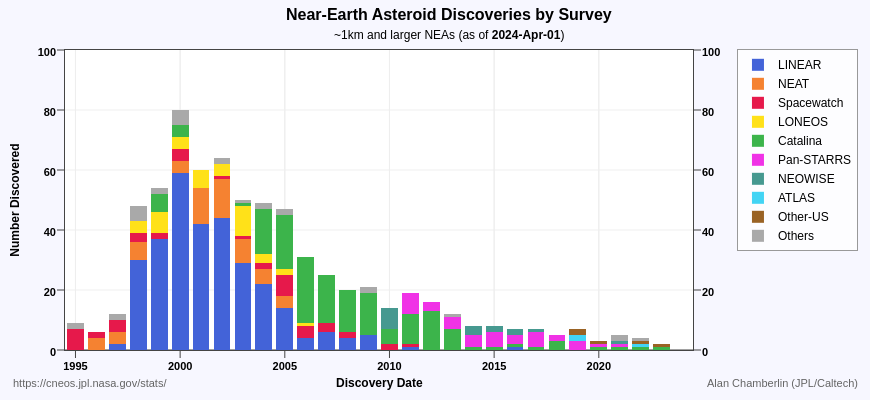
تكتشف مناطق شمال شرق أوروبية كبيرة (قطرها كيلومتر واحد على الأقل) كل عام

## روابط خارجية
- موقع NEOCam من Caltech